# Amédée Dubois de La Patellière
Pour les articles homonymes, voir Famille Dubois de La Patellière.

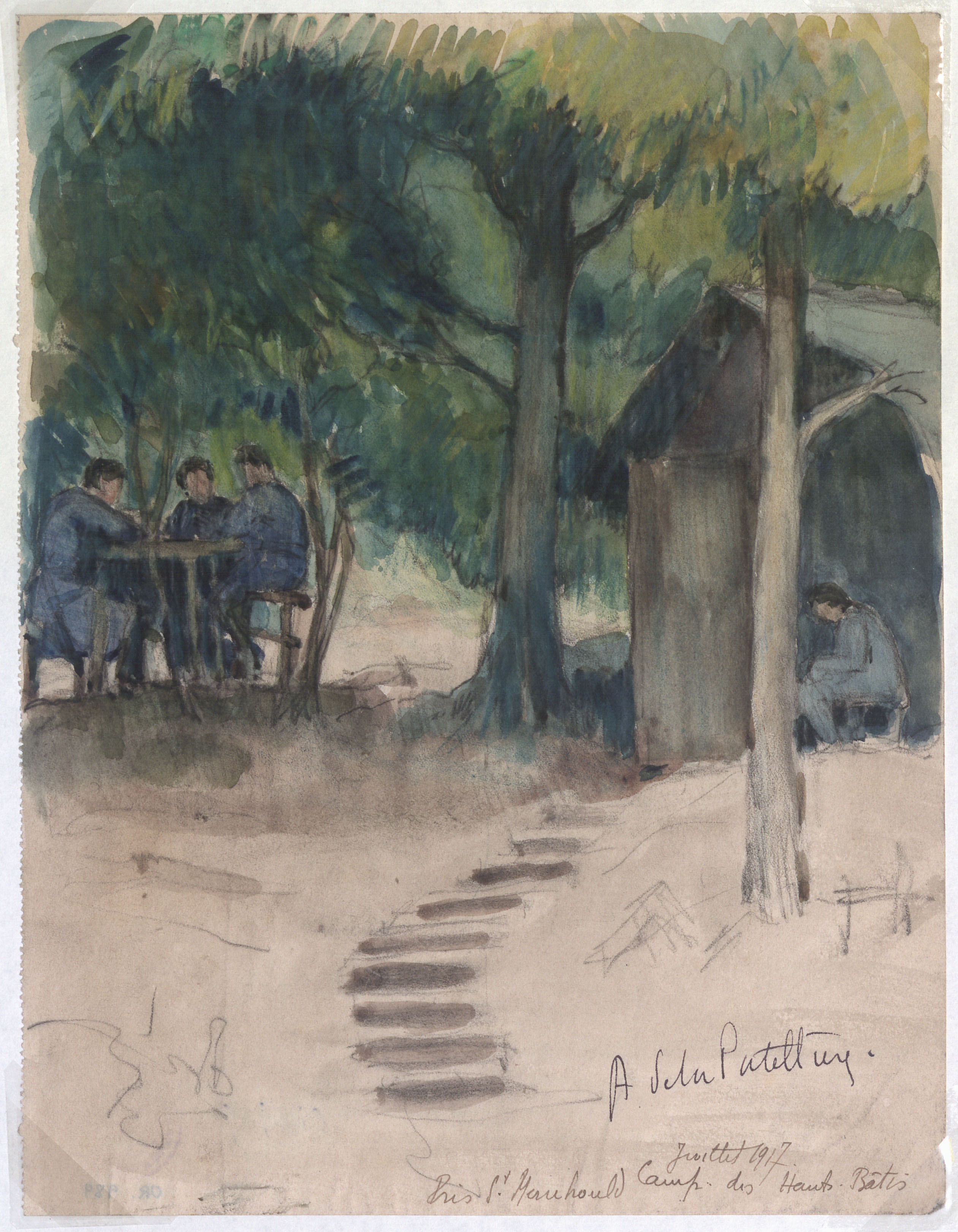
Dessin Camp des Hauts-Batis par Amédée Dubois de la Patellière, juillet 1917

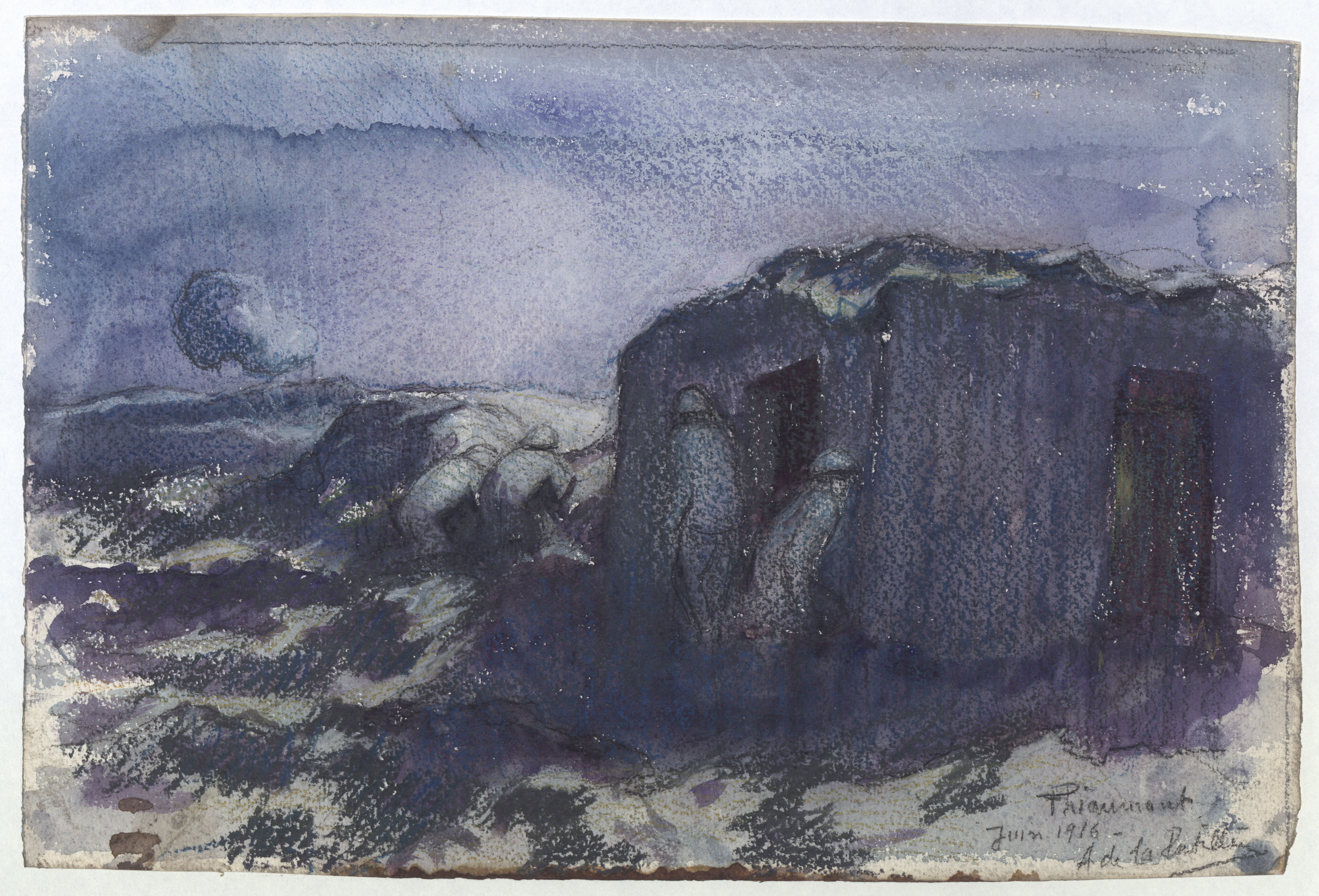
Dessin Amédée Dubois de la Patellière, juin 1916

Amédée Dubois de La Patellière, né le 5 juillet 1890 à Vallet et mort le 9 janvier 1932 à Paris, est un peintre français.
Il connut le succès au cours de l'entre-deux-guerres grâce à son œuvre original et sombre, se situant entre la tradition des maîtres anciens et la modernité.

## Biographie

### Contexte
Amédée de La Patellière naît dans le pays du Vignoble nantais, au château de Bois-Benoît à Vallet, de Félix Dubois de La Patellière et d'Isabelle Le Grand de La Liraye. Il est élevé à la campagne dans une famille nombreuse. Il écrit en 1913 : « Je me sens une fois de plus à Bois-Benoït l'enfant de la campagne...». Ainsi son œuvre sera fortement marquée par ce lieu calme, cette propriété cachée au milieu des vignes. La grande maison possède une cours intérieure bordée de celliers et de pressoirs. Dernier de la famille, il sera choyé par sa mère. Il connaitra peu son père qui décède lorsqu'il a 10 ans. Il est élevé dans une famille à l'esprit ouvert et curieux, descendante d'une petite noblesse de médecins et d'avocats. Il fait ses études à proximité, au lycée de Vannes et passe son baccalauréat à Nantes.
Il part à Paris en 1910 pour suivre les cours de l'Académie Julian. Il partage son temps par la suite entre sa maison de famille de Bois-Benoît, Paris, et le sud de la Seine-et-Oise où il s'installe dans les années 1920. Il est blessé au combat pendant la Première Guerre mondiale. Il épouse Suzanne Lamon en 1924. Il est professeur à l'Académie Ranson à Paris de 1929 à 1932 et fait partie (avec Yves Alix, Robert Lotiron et Louis-Joseph Soulas) des artistes fondateurs du groupe de la Jeune peinture contemporaine. Il est également l'ami de Bertrand Mogniat-Duclos.
Gravement malade dès 1929, il meurt à Paris en 1932.

## Esthétique
Les œuvres d'Amédée de La Patellière dépeignent une vie des champs dans des tonalités discrètes qui soulignent la terre. Il est fortement inspiré par ses souvenirs d'enfance et ses fréquents séjours sur le territoire où il a grandi. Il y retrouve la culture de la vigne et des atmosphères et lumières qui imprègnent ses œuvres. Il va planter son chevalet dans la nature pour s'imprégner de son environnement.

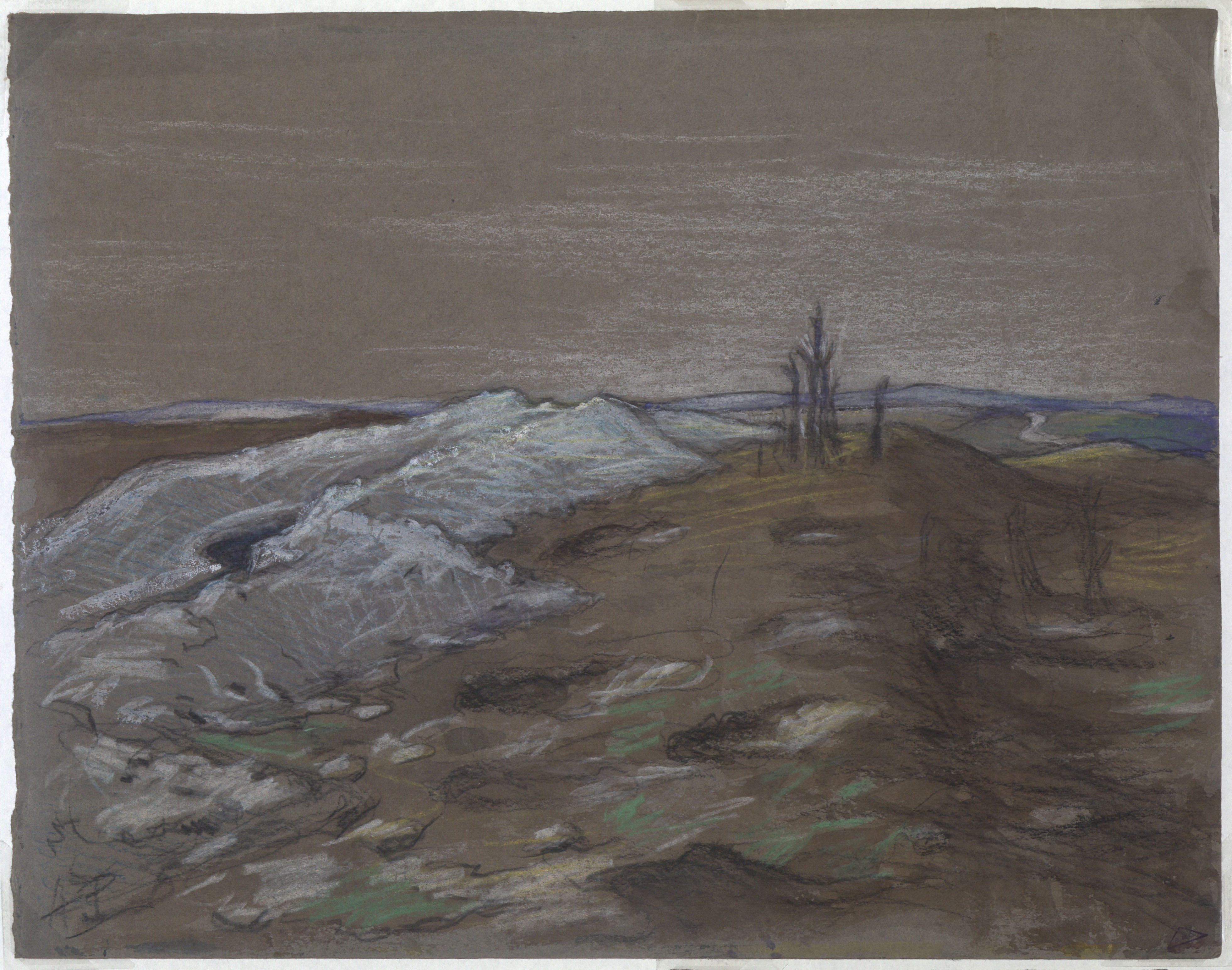
Dessin Amédée Dubois de la Patellière, 1917

La ruralité n'est pas tant mise en avant avec des paysages, comme c'est souvent le cas, mais à travers des scènes de la ferme. Amédée de La Patellière semble en effet avoir été plus inspiré par les personnalités qui habitent la campagne que par la campagne elle-même. Cette sensibilité à l'humain est exaltée dans sa manière de construire ses œuvres, souvent plongées dans des clairs-obscurs qui magnifient les objets et les personnages dépeints. Il retranscrit une certaine noblesse de la vie rurale avec ses compositions qui mettent en scène des personnes immobiles, rarement en action, qui arborent souvent des expressions graves.
Son œuvre se caractérise par des desseins fermes, des tons chromatiques, des formes solides et une exécution réfléchie. L'horizon lointain n'est jamais montré mais suggéré par des nuances de couleurs et des transitions subtiles d'ombres fluides. Son but n'est pas tant de copier la nature mais d'être en harmonie avec elle. Ses peintures ne sont pas des études ethnologiques représentant les rythmes agraires et les campagnards, mais il tente plutôt de retrouver l'atmosphère contemplative de sa terre natale. Grâce à ses compositions il réussit à évoquer un sentiment, une ambiance particulière. Il crée un équilibre dans ses compositions qui communiquent la sérénité et la vision attentive de l'artiste. Il exprime dans ses œuvres la beauté simple des lieux de son enfance.
Il confie en 1930 : « Les plans sont bien définis et entourent mon ordre suivant : un clair, un sombre, le ciel. À chaque fois que cet ordre naît, je me retrouve dans la charmille. » Il ne peut pas être rangé dans la catégorie des « peintres témoins de leurs temps » puisqu'il se concentre à représenter sa région au rythme de la vie rurale, loin de la modernisation et de l'industrialisation. La plupart de ses œuvres fonctionnent comme des souvenirs. Les scènes qu'il recompose dans son atelier sont des interprétations des images de son enfance et donnent la sensation d'un bonheur total et complet. Toute son œuvre repose sur la reproduction d'émotions qu'il a ressenties dans les lieux qu'il a fréquentés. Il tente de créer une sentiment de continuité entre le passé et le présent. La figure humaine est bien sûre très présente mais il dépeint un monde tendre et poétique peuplé d'animaux baignés dans des lumières changeantes. Par le renoncement à la couleur, par l'essentiel des formes et par une vraie sensibilité, il cherche une expression poétique visuelle.
Dans une période où le surréalisme est d'actualité, Amédée de La Patellière s'ancre dans une tradition romantique en se basant sur ses souvenirs d'enfance et les objets du quotidien. Il donne un mystère et une beauté aux choses les plus banales, les magnifiant grâce à l'usage particulier de sa palette. Dans une esthétique similaire, il dessine et peint la vie au front. Ces œuvres, moins connues, dépeignent les horreurs de la guerre dans une grande simplicité et dans des tonalités sombres.

## Œuvres

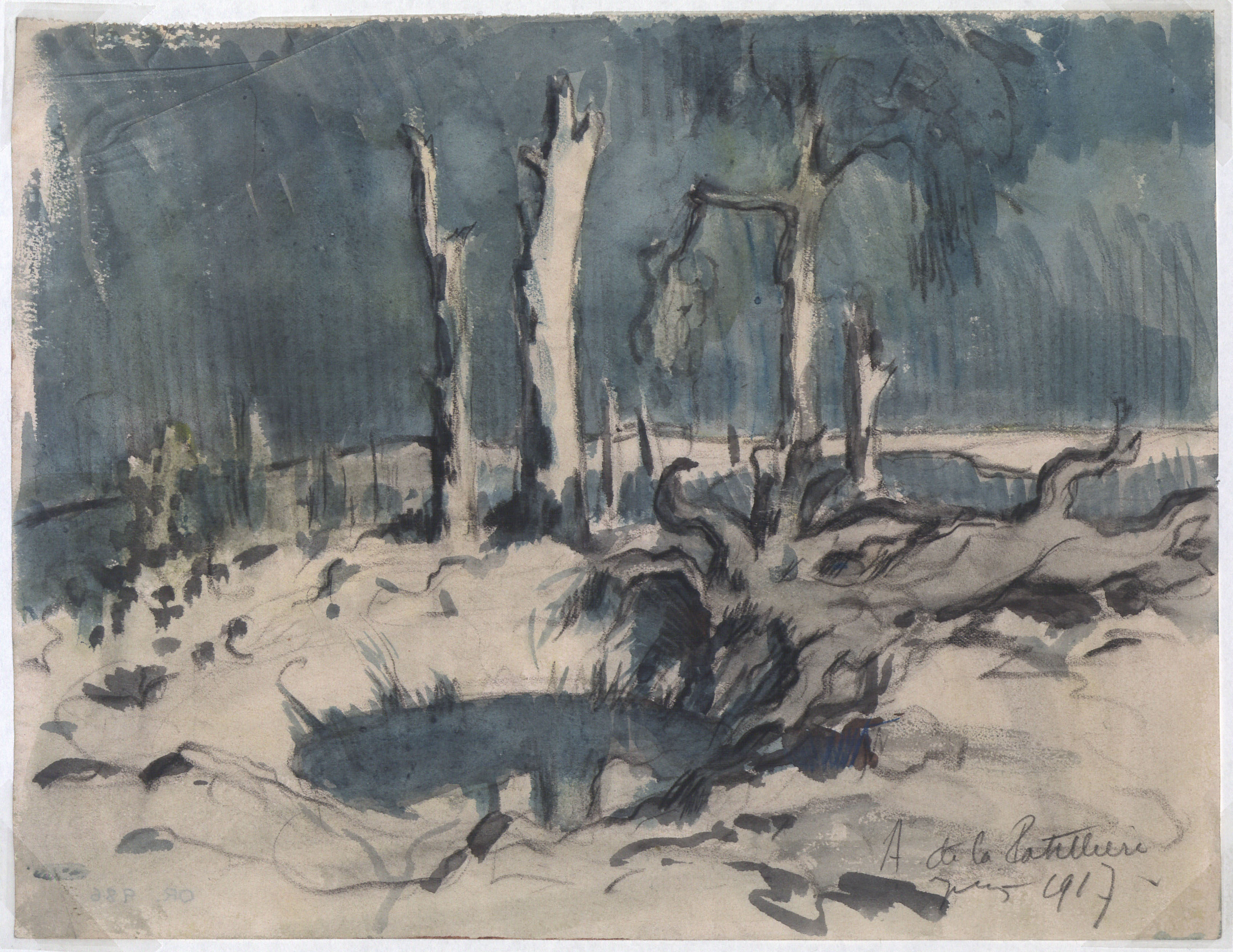
Aquarelle représentant un no man's land, aquarelle (janvier 1917)
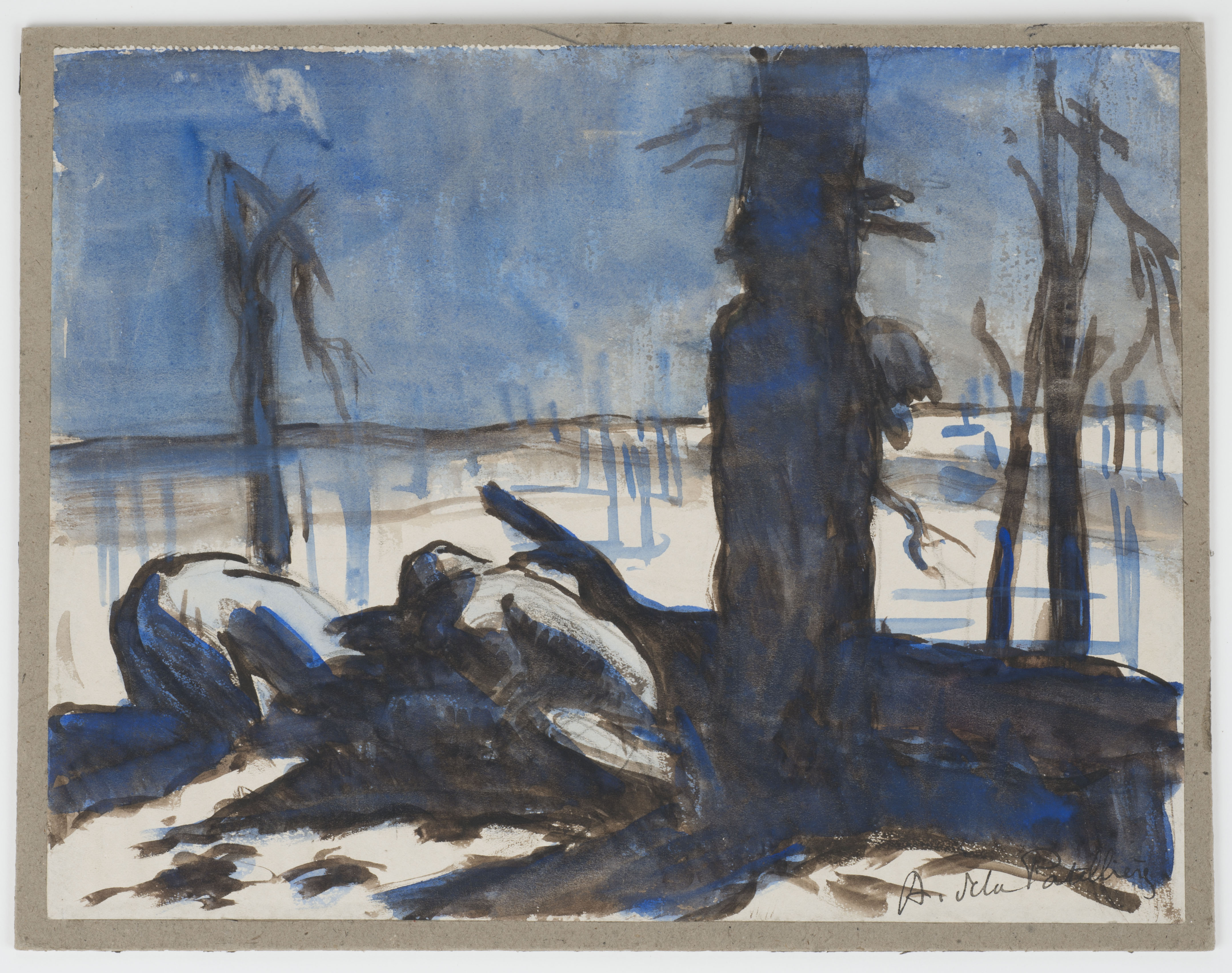
Aquarelle représentant deux soldats sur le front, aquarelle (1914- 1918)
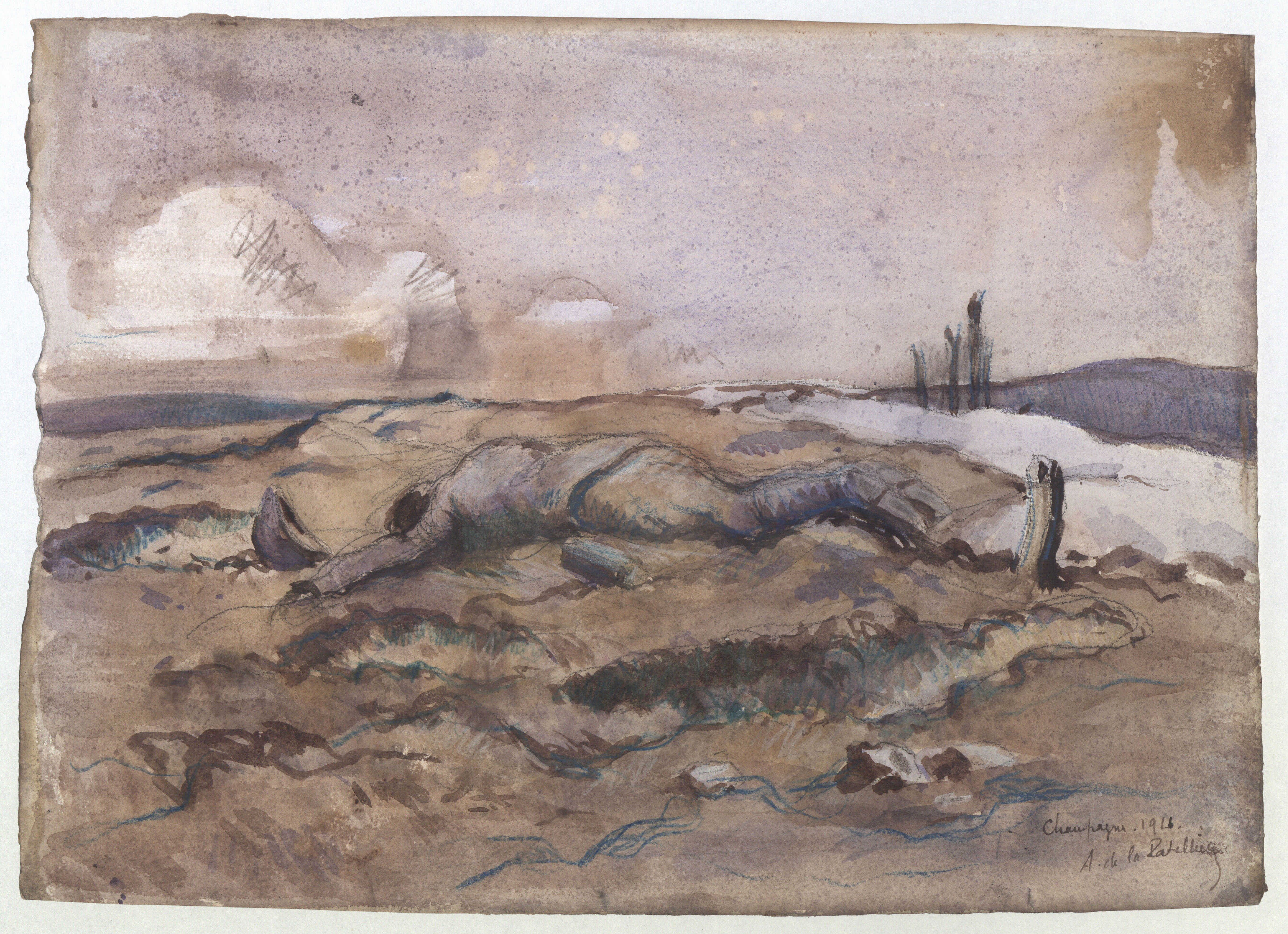
Aquarelle représentant un soldat mort sur le front, aquarelle (1916)
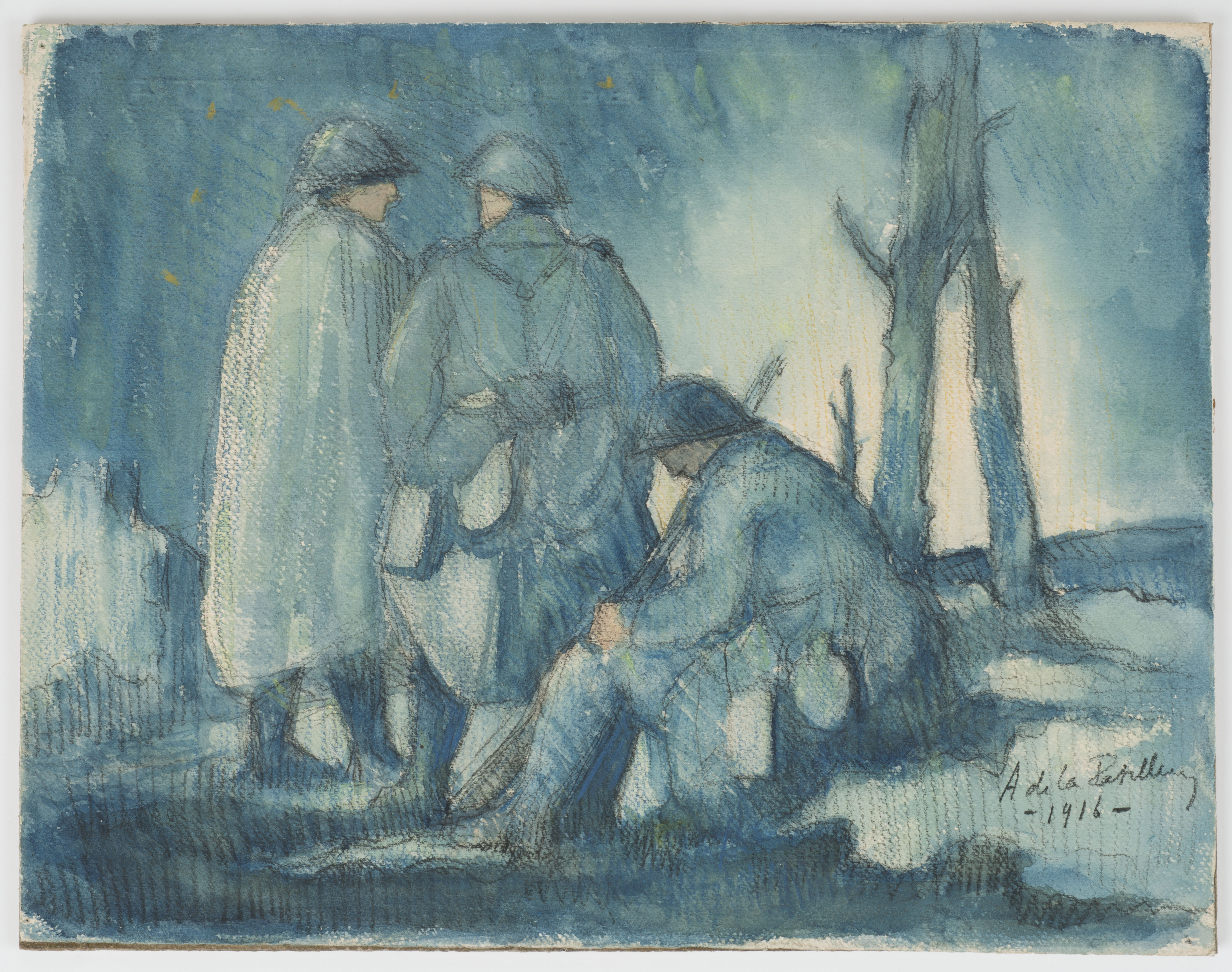
Aquarelle représentant des soldats au front, aquarelle (1916)

## Hommage
- Chevalier de la Légion d'honneur (1931) au titre des Beaux-Arts[réf. souhaitée].

## Expositions
- 1945 : rétrospective au musée national d'art moderne à Paris.
- 1973 : exposition au musée Galliera à Paris[3].
- 2014 : exposition coproduite par le musée des beaux-arts de Nantes, La Piscine de Roubaix, le musée du Mont-de-Piété de Bergues et le MUDO - Musée de l'Oise de Beauvais[4].

## Œuvres dans les collections publiques
- Nanterre, La Contemporaine.